# Tomoceridae
Famille
Les Tomoceridae sont une famille de collemboles.
Elle comporte 200 espèces dans quinze genres actuels.

## Liste des genres
Selon Checklist of the Collembola of the World (version du 21 août 2019) :
- Lepidophorellinae Absolon, 1903
  - Lepidophorellini Absolon, 1903
    - Antennacyrtus Salmon, 1941
    - Lepidophorella Schäffer, 1897
    - Pseudolepidophorella Salmon, 1941

  - Neophorellini Janssens, 2017
    - Neophorella Womersley, 1934
    - Lasofinius Ireson & Greenslade, 1990

  - Novacerini Salmon, 1941
    - Novacerus Salmon, 1942
- Tomocerinae Schäffer, 1896
  - Aphaenomurus Yosii, 1956
  - Lethemurus Yosii, 1970
  - Monodontocerus Yosii, 1955
  - Plutomurus Yosii, 1956
  - Pogonognathellus Paclt, 1944
  - Tomocerina Yosii, 1955
  - Tomocerus Nicolet, 1842
  - Tomolonus Mills, 1949
  - Tritomurus Frauenfeld, 1854
  - † Entomocerus Christiansen & Pike, 2002

## Publication originale
- Schäffer, 1896 : Die Collembolen der Umgebung von Hamburg und benachbarter Gebiete. Mitteilungen aus dem Naturhistorischen Museum in Hamburg, vol. 13, p. 149–216 (texte intégral).